# Sophie Mallet
Sophie Mallet est une actrice française.

## Filmographie

### Cinéma
- 1948 : Le Diable boiteux de Sacha Guitry
- 1950 : Dominique d'Yvan Noé
- 1950 : Le Trésor de Cantenac de Sacha Guitry : Claire
- 1950 : Tu m'as sauvé la vie de Sacha Guitry : Célestine
- 1951 : Olivia de Jacqueline Audry
- 1951 : Adhémar ou le Jouet de la fatalité de Fernandel : la bonne de l'asile
- 1952 : Je l'ai été trois fois de Sacha Guitry
- 1952 : La Fugue de monsieur Perle de Roger Richebé : la bonne du curé
- 1953 : Lettre ouverte d'Alex Joffé : Hortense
- 1953 : Le Père de Mademoiselle de Marcel L'Herbier : Adèle
- 1954 : Papa, maman, la bonne et moi...  de Jean-Paul Le Chanois
- 1954 : Ah ! les belles bacchantes de Jean Loubignac
- 1955 : Sophie et le Crime de Pierre Gaspard-Huit
- 1955 : Boulevard du Crime de René Gaveau
- 1955 : Papa, maman, ma femme et moi de Jean-Paul Le Chanois
- 1957 : Assassins et Voleurs de Sacha Guitry
- 1956 : Bonjour Toubib de Louis Cuny
- 1957 : Printemps à Paris de Jean-Claude Roy
- 1963 : Le Coup de bambou de Jean Boyer

### Télévision
- 1960 : Les Cinq Dernières Minutes, épisode Le Dessus des cartes de Claude Loursais : la concierge
- 1961 : Les Cinq Dernières Minutes, épisode Cherchez la femme de Claude Loursais : une passante

## Théâtre
- 1951 : Une folie de Sacha Guitry : Mademoiselle Putifat (Théâtre des Variétés)